# Сурат
Сура́т (англ. Surat, гудж. સુરત) — город на западе Индии, в штате Гуджарат. Сурат также известен как город цветов. Административный центр округа Сурат. Город расположен в 306 км к югу от столицы штата — города Гандинагар, на левом берегу реки Тапти. Центр города расположен в 22 км от устья реки.
Сурат — второй по величине город штата Гуджарат с населением 4,6 миллиона человек согласно переписи населения 2011 года. Старую часть города с ее узкими улицами и красивыми историческими зданиями от новой отделяет ров.

## История
Сурат упомянут в эпосе Махабхарата. Согласно эпосу здесь останавливался бог Кришна по пути из Матхуры в Дварку. В 8-м веке здесь начали селиться парсы.
Местные индуистские предания гласят, что город был основан в конце XV века брахманом по имени Гопи, который назвал город «Сурьяпур» (Город Солнца).
В 1512 и вновь в 1530 году Сурат подвергся разграблению португальцами. В 1513 году португальский путешественник Дуарте Барбоза описывал Сурат как важный морской порт, в котором можно встретить корабли из разных частей света. К 1520 году город назывался Сурат.
Когда в конце XV века бухта Камбея стала постепенно заиливаться, Камбей уступил Сурату роль важного порта западной Индии. К концу XVI века португальцы стали полностью контролировать морскую торговлю Сурата. На берегах реки Тапти сохранилась живописная крепость, возведённая португальцами в 1540 году.
В 1608 году в Сурате стали становиться на причал корабли британской Ост-Индской компании, используя Сурат как важный торговый и транзитный центр. В 1615 году, после битвы при Суали, капитан Бэст, преодолев морское превосходство португальцев, основал английскую факторию в Сурате. Город стал столицей представительства Британской Ост-Индской компании.
Период процветания Сурата подошёл к концу, когда в 1662 году он был передан как часть приданого Екатерины Брагансской Карлу II. Вскоре после этого, в 1668 году, Британская Ост-Индская компания основала факторию в Бомбее, что привело к упадку города. В 1687 году Британская Ост-Индская компания перенесла столицу своего представительства в Бомбей.
В период расцвета население Сурата достигало 800 000 человек, однако к середине XIX столетия численность населения сократилась до 80 000 человек. Британская империя восстановила контроль над городом в 1759 году и приняла все полномочия по управлению городом в 1800 году.

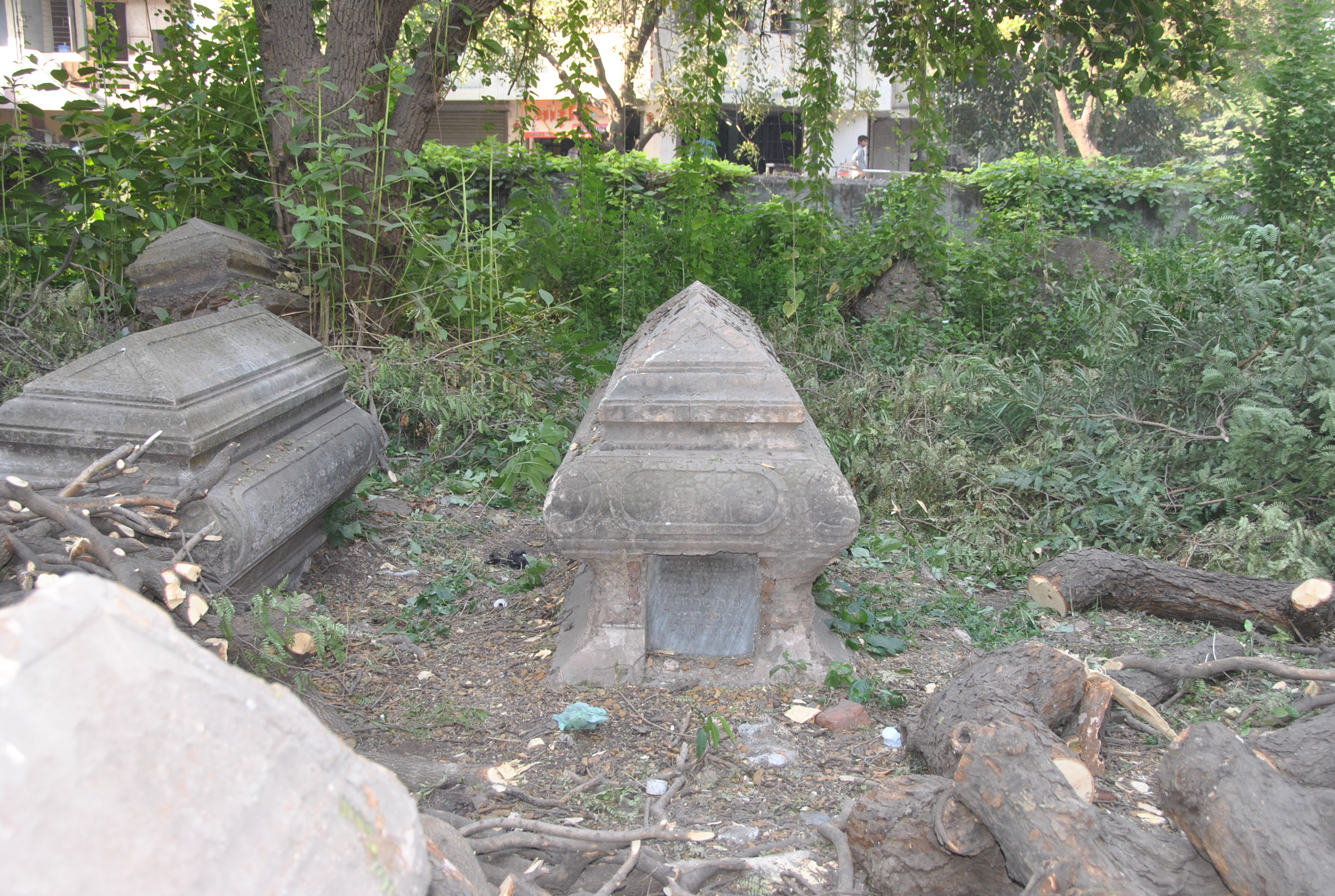
Кладбище багдадских евреев

В 1730 году багдадский еврей Йозеф Семах прибыл в Сурат из Багдада и основал здесь синагогу и еврейское кладбище. Сегодня синагога разрушена, однако кладбище сохранилось.
Пожар и наводнение 1837 году разрушили большую часть города. Среди интересных памятников, которые пережили пожар и наводнение — надгробия XVII века английских и голландских купцов и членов их семей.
К началу XX века население города достигло 119 000 человек и Сурат снова стал центром торговли и промышленности, хотя некоторые традиционные отрасли экономики, такие как кораблестроение не сохранились. Здесь располагались хлопчатобумажные фабрики, заводы по очистке хлопка, предприятия по очистке риса и изготовлению бумаги.

В 1994 году сильные дожди, а также забитые стоки канализации привели к сильному наводнению. На улицах скопились целые горы мусора, который никто не убирал и не сжигал. В этих условиях вспыхнула эпидемия легочной чумы, которая унесла жизни 56 человек.  Слух о появлении чумы мгновенно разнёсся по городу, возникла паника, полное число беженцев из города оценивается в 250-300 тыс человек .

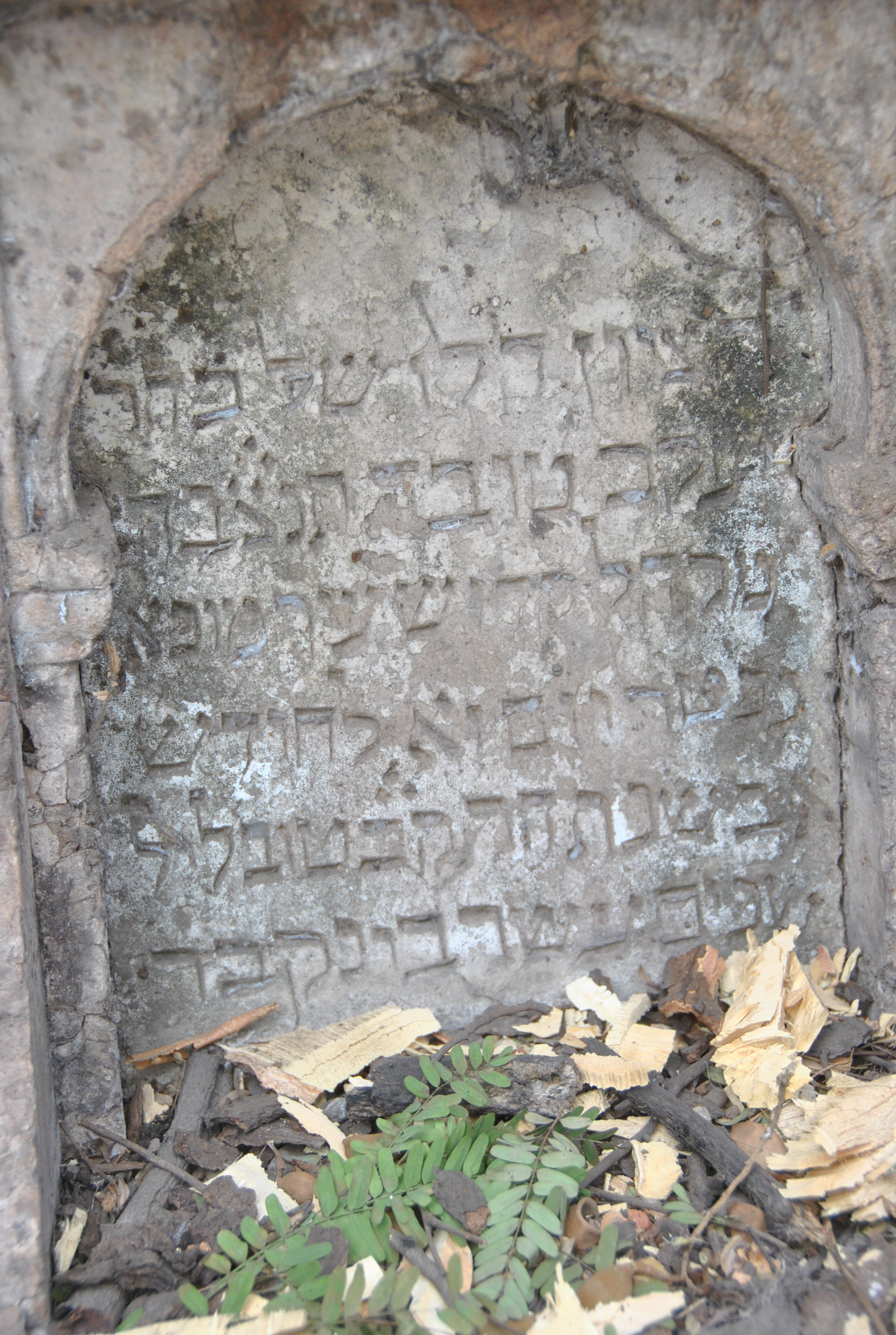
Надгробие на еврейском кладбище

## География и климат
Город находится в 306 км к юго-востоку от административного центра штата, города Гандинагар, на левом берегу реки Тапти, примерно в 22 км от места впадения этой реки в Камбейский залив Аравийского моря. Расположен на высоте 12 м над уровнем моря.
Климат города характеризуется как тропический климат с сухой зимой и дождливым летом; сильно смягчается под влиянием Аравийского моря. Самый жаркий месяц — май, средний максимум которого составляет 40,6 °C; самый холодный месяц — декабрь, со средним минимумом 15,0 °C. Годовая норма осадков — 1065 мм. Самый дождливый месяц — июль, с нормой 442 мм; самые засушливые месяцы — март и апрель, с нормой 2 мм. Сезон дождей продолжается с июня по сентябрь. Муссоны нередко становятся причиной сильных наводнений в бассейне реки Тапи.
| Показатель                    | Янв. | Фев. | Март | Апр. | Май  | Июнь | Июль | Авг. | Сен. | Окт. | Нояб. | Дек. | Год   |
| ----------------------------- | ---- | ---- | ---- | ---- | ---- | ---- | ---- | ---- | ---- | ---- | ----- | ---- | ----- |
| Абсолютный максимум, °C       | 38,8 | 41,7 | 44,0 | 45,6 | 45,6 | 45,6 | 38,9 | 37,3 | 41,1 | 41,4 | 39,4  | 38,9 | 45,6  |
| Средний суточный максимум, °C | 30,3 | 31,7 | 35,4 | 37,2 | 36,4 | 33,9 | 30,7 | 30,5 | 31,7 | 34,9 | 33,3  | 31,1 | 33,05 |
| Средняя температура, °C       | 23,3 | 23,6 | 27,4 | 30,3 | 31,2 | 30,2 | 28,0 | 27,7 | 28,0 | 28,3 | 25,8  | 23,0 | 27,2  |
| Средний суточный минимум, °C  | 14,3 | 15,6 | 19,5 | 23,4 | 26,0 | 26,6 | 25,4 | 25,0 | 24,4 | 22,2 | 18,3  | 15,0 | 21,3  |
| Абсолютный минимум, °C        | 4,4  | 5,6  | 8,9  | 15,0 | 19,4 | 20,2 | 19,9 | 21,0 | 20,6 | 14,1 | 10,6  | 6,7  | 4,4   |
| Норма осадков, мм             | 0    | 0    | 1    | 0    | 4    | 213  | 453  | 302  | 191  | 31   | 6     | 1    | 1205  |
| Источник:                     |      |      |      |      |      |      |      |      |      |      |       |      |       |

## Демография
По данным переписи 2011 года население города составляет 4 462 002 человека; население городской агломерации по данным этой же переписи — 4 585 367 человек. Средний уровень грамотности составляет 89 %, что выше среднего по стране показателя 79,5 %. Средняя грамотность среди мужчин — 93 %, а среди женщин — 84 %. Мужчины составляют 53 % населения, женщины, соответственно — 47 %. Лица в возрасте младше 6 лет составляют 13 % населения Сурата. Наиболее распространённые языки в городе — гуджарати, синдхи, хинди, марвари, маратхи и др.

## Экономика и транспорт

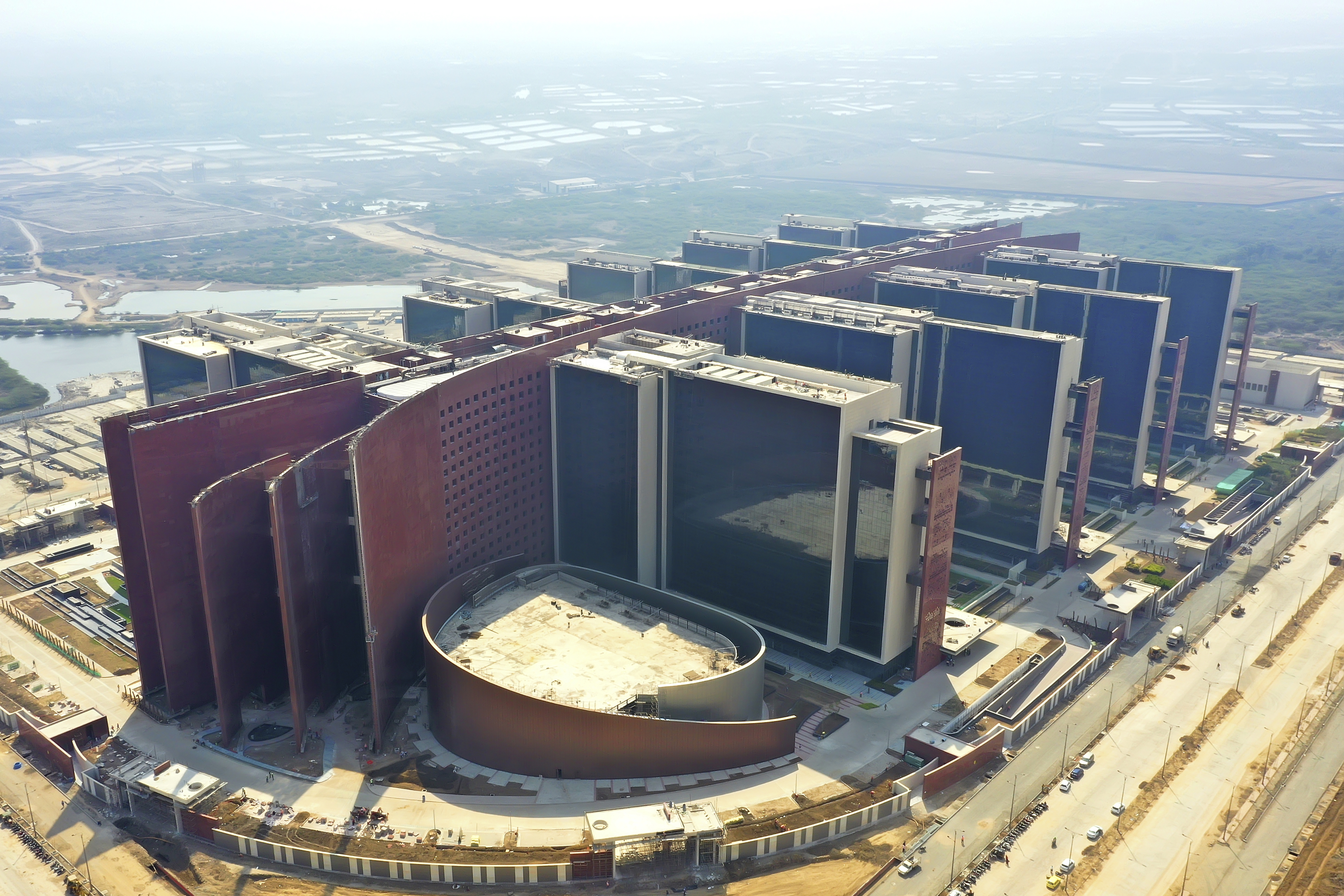
Алмазная биржа в Сурате

Экономика города базируется на текстильной и химической промышленностях. Другой важной отраслью является огранка алмазов; отрасль зародилась в 1950-е годы, в основном благодаря дешёвой рабочей силе, позже, в 1990-х годах, появились высокотехнологичные предприятия; 9 из 10 добытых в мире алмазов получают огранку в Сурате.
В 11 км к юго-западу от Сурата имеется аэропорт, принимающий регулярные рейсы из Дели, Бомбея и некоторых других городов страны. Через Сурат проходят национальные шоссе № 8 (Дели — Бомбей) и № 6 (Сурат — Калькутта). Имеется железнодорожное сообщение.